# David Otto
David Otto (Pforzheim, 3 marzo 1999) è un calciatore tedesco, attaccante del Viktoria Colonia.

## Caratteristiche tecniche
È un centravanti.

## Carriera
Cresciuto nel settore giovanile dell'Hoffenheim, ha esordito in prima squadra il 7 dicembre 2017 in occasione dell'incontro della fase a gironi di Europa League pareggiato 1-1 contro il Ludogorec; l'anno seguente esordisce anche in Bundesliga, nella vittoria per 3-0 contro l'Hannover 96.
Il 20 maggio 2019 viene ceduto in prestito all'Heidenheim per la stagione seguente; trova la prima rete fra i professionisti il 27 luglio seguente nel match di 2. Bundesliga vinto 3-1 contro l'Osnabrück. Al termine della stagione il prestito viene rinnovato per un ulteriore anno, salvo interrompersi a metà stagione per via dello scarso impiego; nel gennaio 2021 viene ceduto sempre in prestito allo Jahn Ratisbona fino al termine della stagione.

## Statistiche
Statistiche aggiornate al 18 aprile 2021.

### Presenze e reti nei club
| Stagione        | Squadra         | Campionato      | Campionato | Campionato | Coppe nazionali | Coppe nazionali | Coppe nazionali | Coppe continentali | Coppe continentali | Coppe continentali | Altre coppe | Altre coppe | Altre coppe | Totale | Totale | Totale |
| Stagione        | Squadra         | Comp            | Pres       | Reti       | Comp            | Pres            | Reti            | Comp               | Pres               | Reti               | Comp        | Pres        | Reti        | Pres   | Reti   |        |
| --------------- | --------------- | --------------- | ---------- | ---------- | --------------- | --------------- | --------------- | ------------------ | ------------------ | ------------------ | ----------- | ----------- | ----------- | ------ | ------ | ------ |
| 2017-2018       | Hoffenheim II   | RL              | 2          | 0          |                 | -               | -               |                    | -                  | -                  |             | -           | -           | 2      | 0      |        |
| 2018-2019       | Hoffenheim II   | RL              | 8          | 1          |                 | -               | -               |                    | -                  | -                  |             | -           | -           | 8      | 1      |        |
| 2017-2018       | Hoffenheim      | BL              | 0          | 0          | CG              | 0               | 0               | UEL                | 1                  | 0                  |             | -           | -           | 1      | 0      |        |
| 2018-2019       | Hoffenheim      | BL              | 3          | 0          | CG              | 0               | 0               | UCL                | 0                  | 0                  |             | -           | -           | 3      | 0      |        |
| 2019-2020       | Heidenheim      | 2L              | 25+2       | 1+0        | CG              | 2               | 0               |                    | -                  | -                  |             | -           | -           | 29     | 1      |        |
| 2020-gen. 2021  | Heidenheim      | 2L              | 5          | 0          | CG              | 0               | 0               |                    | -                  | -                  |             | -           | -           | 5      | 0      |        |
| gen.-giu. 2021  | Jahn Ratisbona  | 2L              | 12         | 1          | CG              | 2               | 0               |                    | -                  | -                  |             | -           | -           | 14     | 1      |        |
| Totale carriera | Totale carriera | Totale carriera | 57         | 3          |                 | 4               | 0               |                    | 1                  | 0                  |             | -           | -           | 62     | 3      |        |